# 關埔計畫區案
關埔計畫區是一個鄰近新都心計畫區、高鐵新竹車站特定區、新竹科學園區以及位於台鐵內灣線經區內的區域，設新莊車站一站，目前正逐步建設中，已有相關建案開發中，並已進駐好市多新竹店，未來可能有大型商業設施將進駐。
關埔計畫為「擴大新竹市都市計畫（高速公路新竹交流道附近地區）」之別稱，過去原為規劃延續新竹科學園區發展之竹二科，面積約327公頃。新竹市政府考量財務問題，向中央多次爭取市地重劃與區段徵收並行，終獲同意，此為全台首例。
千甲、埔頂、龍山、關東橋一帶是公設比較低的都市計畫地區，關埔計畫開發完成之後，除了住宅用地之外，將有一個國小用地、一個完全中學用地，區內有30米及20米環狀大道、機關用地，還有公道五交流道交通轉運中心、光復路園區交通轉運中心、內灣支線關東站以及公園綠地、兒童遊樂場等，計將補完目前關東地區所缺乏的公共設施。
該計畫於94年7月發佈實施，114年為計畫目標年。
在新竹市眾多都市計畫細項中，「擴大新竹市都市計畫（高速公路新竹交流道附近地區）」都市計畫案（又稱關埔計畫），位在光復路邊，緊鄰新竹科學園區，是該區域最後一塊可供開發的土地，因此受到多方矚目。
關埔計畫多年前曾經是「竹二科」計畫，但因景氣環境不佳以及租稅條件不及竹科等多重因素，遲遲未有動靜。由於該案原依營建署規範均採區段徵收，開發預算估計需要240億元經費，未避免開發成本變成市庫沈痾，經由立委多次爭取區段徵收與市地重劃並行，最後獲得內政部同意，為全國首例。
市地重劃部分新竹市政府站在輔導、監督的立場，依照都市計畫藍圖，引進民間力量由土地持有人自辦。目前有埔頂路以南、慈雲路兩側範圍的「光埔自辦市地重劃區」，以及關東路以南、光復路以北新莊街以東的「關長市地重劃區」。目前，關長市地重劃區裡路已鋪，溝已通，已完成重劃工程，整個關埔計畫內，目前眾多建案已陸續開發，預期數年內將會有一全新商業區成形。